# Pseudhirundo
Pseudhirundo is een geslacht van zangvogels uit de familie zwaluwen (Hirundinidae). Het geslacht kent één soort:
- Pseudhirundo griseopyga  – Grijsstuitzwaluw